# Scott Seamounts
Scott Seamounts – góry podwodne na Oceanie Południowym. Ich nazwa pochodzi od oddalonej o 100 kilometrów Wyspy Scotta i została zatwierdzona przez organizację Advisory Committee for Undersea Features w czerwcu 1988 roku.